# Drosophila vara
Drosophila vara är en tvåvingeart som först beskrevs av Zhang 2004.  Drosophila vara ingår i släktet Drosophila och familjen daggflugor.
Artens utbredningsområde är provinsen Sichuan i Kina.